# Philomides flavicollis
Philomides flavicollis är en stekelart som beskrevs av Peter Cameron 1905.
Philomides flavicollis ingår i släktet Philomides och familjen gropglanssteklar. Inga underarter finns listade i Catalogue of Life.